# بازمادوس
بازمادوس (به ارمنی: Բազմատուս) یک منطقهٔ مسکونی در جمهوری آرتساخ است که در استان کاشاتاق واقع شده‌است.